# Марион-Брезиллак, Мельхиор-Мари-Жозе де
Мельхио́р-Мари́-Жозе́ де Марио́н-Брезилла́к (фр. Melchior-Marie-Joseph de Marion-Brésillac MEP, 2 декабря 1813 года, Кастельнодари, Франция — 25 июня 1859 года, Фритаун) — слуга Божий, католический прелат, первый епископ Коимбатура и Фритауна, апостольский викарий Коимбатура с 6 мая 1845 года по 13 апреля 1858 год, апостольский викарий Фритауна с 13 апреля 1859 года по 25 июня 1859 год, член католической миссионерской конгрегации «Парижское общество заграничных миссий», основатель миссионерской конгрегации «Общества африканских миссий».

## Биография
22 декабря 1838 года Мельхиор де Марион-Брезиллак был рукоположён в священника. Некоторое время он служил в церкви святого Михаила Архангела в родном городе, после чего вступил в миссионерскую конгрегацию «Парижское общество заграничных миссий». 24 июля 1842 года он прибыл в Индию, где он служил в различных католических приходах, был ректором начальной семинарии в Пудучерри.
6 мая 1845 года Римский папа Григорий XVI назначил Мельхиора де Марион-Бразиллака титулярным епископом Прусы и про-апостольским викарием Коимбатура. 4 октября 1846 года состоялось рукоположение Мельхиора де Мариона-Бразиллака в епископа, которое совершил титулярный епископ Друзипары и апостольский викарий Пудучерри Клемент Боннан в сослужении с титулярным архиепископом Кира Луи Мартини и титулярным епископом Ясуса и апостольским викарием Мадуры Этьеном-Луи Шарбанно.
3 апреля 1850 года Мельхиор де Марион-Брезиллак был назначен апостольским викарием Коимбатура.
18 марта 1855 года Мельхиор де Марион-Брезиллак обратился к Конгрегации пропаганды веры с просьбой переехать в Африку в Дагомею, чтобы там заниматься миссионерской деятельностью. Святой Престол разрешил ему организовать миссионерскую конгрегацию для работы в Африке. 8 декабря 1856 года Мельхиор де Марион-Брезиллак основал в Лионе семинарию для желающих работать в Африке. Этот день считается датой основания «Общества африканских миссий». В 1858 году первые выпускники этой семинарии отправились в Дагомею.
13 апреля 1858 года подал в отставку с должности апостольского викариата Коимбатура. 13 апреля 1859 года Римский папа Пий IX назначил Мельхтора де Марион-Брезиллака апостольским викарием Фритауна. 14 мая 1859 года он прибыл во Фритаун, где он вскоре заболел жёлтой лихорадкой и скончался 25 июня 1859 года.
В январе 1928 года останки Мельхиора де Маприон-Брезиллака были помещены в часовне Общества африканских миссий в Лионе. В мае 2000 года завершился в архиепархии Лиона начальный процесс причисления Мельхиора де Марион-Брезиллака к лику блаженных